# St.-Josef-Krankenhaus Haan
Das St.-Josef-Krankenhaus Haan (Eigenschreibweise: St. Josef Krankenhaus Haan) war ein Krankenhaus an der Robert-Koch-Straße in Haan und befand sich in Trägerschaft der Kplus-Gruppe. Das Krankenhaus hatte etwa 400 Mitarbeiter. Jährlich wurden hier etwa 8500 stationäre und 9000 ambulante Patienten behandelt.

## Geschichte
Bereits während des Ersten Weltkriegs richteten die Steyler Missionsschwestern in ihrem Kloster im Zentrum von Haan ein Lazarett für Verwundete ein. 1919 erweitern die Schwestern das Lazarett mit einem Operationssaal zum Krankenhaus. Als die Kapazitätsgrenze des Hauses erreicht war, entschloss sich der Orden in den 1960er Jahren zu einem Neubau auf dem Bollenberg.
Das Krankenhaus verfügte über Fachabteilungen, spezialisierte Zentren und Praxen auf dem Klinikgelände für die medizinische, therapeutische und pflegerische Versorgung. Die Steyler Missionsschwestern gaben die Trägerschaft später auf.
Im Oktober 2023 wurde bekannt, dass das St.-Josef-Krankenhaus Anfang 2024 geschlossen werden soll. Für die Zukunft ist ein Gesundheits-Campus auf dem Gelände geplant.
Am 21. Dezember 2023 wurden die letzten Patienten entlassen und das Krankenhaus nach über 100 Jahren geschlossen.

## Fachbereiche
Das Krankenhaus beherbergte Fachbereiche wie Innere Medizin, Diabetologie, Anästhesiologie, Intensivmedizin und Schmerztherapie oder verschiedene chirurgische Abteilungen.
Darüber hinaus gab es zertifizierte Zentren, deren Einzugsgebiet teils über das Stadtgebiet hinausreichte.